# Denominação cristã
Uma denominação cristã ou confissão cristã é um corpo religioso distinto dentro do cristianismo que compreende todas as congregações identificáveis por características como nome, história particular, organização, liderança, doutrina teológica, estilo de adoração e, às vezes, um fundador. É um termo secular e neutro, geralmente usado para denotar qualquer igreja cristã estabelecida. Ao contrário de um culto ou seita, uma denominação geralmente é vista como parte da corrente religiosa cristã. A maioria das denominações cristãs referem-se a si mesmas como igrejas, enquanto algumas mais novas tendem a usar indistintamente os termos assembleias, irmandade, etc. As divisões entre um grupo e outro são definidas por autoridade e doutrina; questões como a natureza de Jesus, a autoridade da sucessão apostólica, hermenêutica bíblica, teologia, eclesiologia, escatologia e primazia papal podem separar uma denominação da outra. Grupos de denominações - que muitas vezes compartilham crenças, práticas e laços históricos amplamente semelhantes - às vezes são conhecidos como "ramos do cristianismo". Esses ramos diferem de muitas maneiras, especialmente por meio de diferenças de práticas e crenças.
Denominações individuais variam amplamente no grau em que se reconhecem. Vários grupos dizem ser os sucessores diretos e únicos autênticos da igreja fundada por Jesus Cristo no século I. Outros, no entanto, acreditam no denominacionalismo, onde alguns ou todos os grupos cristãos são igrejas legítimas da mesma religião, independentemente de seus rótulos, crenças e práticas distintivas. Por causa desse conceito, alguns grupos cristãos rejeitam o termo "denominação" para se descrever, para evitar a equivalência com outras igrejas ou denominações. Os cristãos têm várias doutrinas sobre a Igreja (o corpo de fiéis que eles acreditam que Jesus Cristo estabeleceu) e sobre como a igreja divina corresponde às denominações cristãs. As denominações católica romana, ortodoxa bizantina, ortodoxa oriental e a Igreja do Oriente, cada uma sustenta que apenas sua própria organização específica representa fielmente a única Santa Igreja Católica e Apostólica, com exclusão de todas as outras. Os protestantes do século XVI separaram-se da Igreja Católica como resultado da Reforma; um movimento contra as doutrinas e práticas católicas romanas que os reformadores entendiam que iam contra a Bíblia. Geralmente, os membros das várias denominações se reconhecem como cristãos, pelo menos na medida em que têm batismos mutuamente reconhecidos e reconhecem pontos de vista historicamente ortodoxos, incluindo a divindade de Jesus e as doutrinas do pecado e da salvação, embora obstáculos doutrinários e eclesiológicos impeçam a plena comunhão entre igrejas.
A Igreja Católica, que tem mais de 1,3 bilhão de membros ou 50,1% de todos os cristãos em todo o mundo, não se vê como uma denominação, mas como a Igreja pré-denominacional original. As denominações protestantes juntas têm cerca de 800 milhões a 1 bilhão de adeptos, que representam aproximadamente 37 a 40 por cento de todos os cristãos em todo o mundo. Juntos, o catolicismo romano e o protestantismo (com grandes tradições, como adventismo, anabatismo, anglicanismo, batistas, luteranismo, metodismo, moravianismo, pentecostalismo, quakerismo, reformado, valdensismo, etc) compõem o cristianismo ocidental. As denominações cristãs ocidentais prevalecem no oeste, norte, centro e sul da Europa, África Subsaariana, Américas e Oceania. A Igreja Ortodoxa, com cerca de 230 milhões de adeptos, é o segundo maior corpo cristão do mundo e também se considera a Igreja pré-denominacional original. Os cristãos ortodoxos, 80% dos quais são ortodoxos bizantinos e 20% ortodoxos orientais, representam cerca de 11,9% da população cristã global. A Igreja Ortodoxa é em si uma comunhão de igrejas autocéfalas totalmente independentes (ou "jurisdições") que se reconhecem, em sua maioria. Da mesma forma, a Igreja Católica é uma comunhão de igrejas sui iuris, incluindo 23 orientais. A Igreja Ortodoxa, juntamente com as 23 Igrejas Católicas Orientais, a comunhão Ortodoxa Oriental, a Igreja Assíria do Oriente e a Antiga Igreja do Oriente constituem o cristianismo oriental. Existem cristãos orientais protestantes que adotaram a teologia protestante, mas têm laços culturais e históricos com outros cristãos orientais. As denominações cristãs orientais são representadas principalmente na Europa Oriental, Norte da Ásia, Oriente Médio, Nordeste da África e Índia (especialmente no sul da Índia). O restauracionismo surgiu após o Segundo Grande Despertar e afirma coletivamente a crença em uma Grande Apostasia, promovendo assim a crença na restauração do que eles veem como cristianismo primitivo. Inclui o  mormonismo, os cristadelfianos, as testemunhas de Jeová, entre outros, embora as crenças entre essas religiões sejam muito diferentes.

## Terminologia
Uma denominação ou confissão dentro do cristianismo pode ser definida como um "ramo autônomo reconhecido da Igreja Cristã"; sinônimos principais incluem "grupo religioso, seita, Igreja", etc. "Igreja" como sinônimo refere-se a uma "organização cristã particular com seu próprio clero, edifícios e doutrinas distintas"; "igreja" também pode ser definida de forma mais ampla como todo o corpo de cristãos, a "Igreja Cristã".
Alguns protestantes tradicionais e evangélicos fazem uma distinção entre ser membro da igreja universal e ser membro da igreja local. Tornar-se um crente em Cristo torna a pessoa um membro da igreja universal; pode-se então juntar-se a uma comunhão de outros crentes locais. Alguns grupos evangélicos se descrevem como associações interdenominacionais, em parceria com igrejas locais para fortalecer os esforços evangélicos, geralmente visando um grupo específico com necessidades específicas, como estudantes ou grupos étnicos. Um conceito relacionado é o denominacionalismo, a crença de que alguns ou todos os grupos cristãos são igrejas legítimas da mesma religião, independentemente de seus rótulos, crenças e práticas distintivas. (Por outro lado, "denominacionalismo" também pode se referir a "enfatizar as diferenças denominacionais a ponto de ser estritamente exclusivo", semelhante ao sectarismo.)
As opiniões dos líderes protestantes diferem muito das dos líderes da Igreja Católica e da Igreja Ortodoxa, as duas maiores denominações cristãs. Cada igreja faz declarações mutuamente exclusivas sobre ser a continuação direta da igreja fundada por Jesus Cristo, de quem outras denominações mais tarde se separaram.

## Ramos principais
Principais ramos do cristianismo:
O cristianismo pode ser taxonomicamente dividido em seis grupos principais: Igreja do Oriente, ortodoxia oriental, ortodoxia bizantina, catolicismo romano, protestantismo e restauracionismo. O protestantismo inclui muitos grupos que não compartilham nenhum governo eclesiástico e têm crenças e práticas amplamente divergentes. As principais denominações protestantes incluem adventismo, anabatismo, anglicanismo, batistas,  luteranismo, metodismo, moravianismo, quakerismo, pentecostalismo, cristianismo reformado, valdensismo, etc. O cristianismo reformado inclui as tradições continental reformada, presbiteriana, evangélica anglicana, congregacionalista e batista reformada. O cristianismo anabatista inclui as tradições amish, anabatista, menonita,dunkers, etc.

### Cristianismo ocidental

Países por porcentagem de católicos.

Países por porcentagem de protestantes.

Cristianismo ocidental é uma das duas subdivisões do cristianismo (o oriental sendo a outra). O cristianismo ocidental é composto pela Igreja Católica e protestantismo, junto com seus desdobramentos como o catolicismo independente e o restauracionismo. A grande maioria dos 2,3 bilhões de cristãos do mundo são cristãos ocidentais (cerca de 2 bilhões - 1,2 bilhões de católicos latinos e 800 milhões de protestantes). O componente original e ainda principal, a Igreja Latina, desenvolvida sob o bispo de Roma no antigo Império Romano Ocidental na Antiguidade. Da Igreja latina emergiu uma ampla variedade de denominações protestantes independentes, incluindo o luteranismo e o anglicanismo, começando com a Reforma Protestante no século XVI, assim como o catolicismo independente no século XIX. Assim, o termo "Cristianismo Ocidental" não descreve uma única comunhão ou denominação religiosa, mas é aplicada para distinguir todas essas denominações coletivamente do cristianismo oriental.
O estabelecimento da distinta Igreja latina, uma igreja particular sui iuris da Igreja Católica, coincidiu com a consolidação da Santa Sé em Roma, que reivindicava o primado desde a Antiguidade. A Igreja latina é distinta das Igrejas Católicas Orientais, também em plena comunhão com o Papa em Roma, e da Igreja Ortodoxa Oriental e das Igrejas Ortodoxas Orientais, que não estão em comunhão com Roma. Essas outras igrejas são parte do cristianismo oriental. Os termos "Ocidental" e "Oriental", a esse respeito, originaram-se de divisões geográficas que refletiam a divisão cultural entre o leste helenístico e o oeste latino, e a divisão política entre os impérios romano ocidental e oriental. Durante a Idade Média, os adeptos da Igreja latina, independentemente da etnia, comumente se referiam a si próprios como "latinos" para se distinguir dos cristãos orientais.
O cristianismo ocidental desempenhou um papel proeminente na formação da civilização ocidental. Com a expansão do colonialismo europeu desde o início da era Moderna, a Igreja Latina, com o tempo junto com suas secessões protestantes, espalhou-se pelas Américas, grande parte das Filipinas, África do Sul, bolsões da África Ocidental e em toda a Austrália e Nova Zelândia. Assim, quando usado para períodos históricos após o século 16, o termo "Cristianismo Ocidental" não se refere a uma área geográfica particular, mas é usado como um termo coletivo para todas elas.

### Cristianismo oriental

Distribuição comparativa de Ortodoxia Bizantina e Ortodoxia Oriental no mundo por país

| Ortodoxia Bizantina                      | Ortodoxia Oriental                       |
| ---------------------------------------- | ---------------------------------------- |
| Religião dominante (mais de 75%)         | Religião dominante (mais de 75%)         |
| Religião dominante (50–75%)              | Religião dominante (50–75%)              |
| Religião minoritária importante (20–50%) | Religião minoritária importante (20–50%) |
| Religião minoritária importante (5–20%)  | Religião minoritária importante (5–20%)  |
| Religião minoritária (1–5%)              | Religião minoritária (1–5%)              |

Cristianismo oriental compreende tradições cristãs e famílias de igrejas que originalmente se desenvolveram durante a antiguidade clássica e tardia na Europa Oriental, Sudeste da Europa, Ásia Menor, Cáucaso, Nordeste da África, Crescente Fértil e costa Malabar do Sul da Ásia, e efêmeramente partes da Pérsia, Ásia Central, Oriente Próximo e Extremo Oriente. O termo não descreve uma única comunhão ou denominação religiosa. Os principais corpos cristãos orientais incluem a Igreja Católica Ortodoxa e as Igrejas Ortodoxas Orientais, juntamente com os grupos descendentes da histórica Igreja do Oriente, bem como as Igrejas Católicas Orientais (que restabeleceram ou sempre mantiveram a comunhão com Roma e mantêm liturgias orientais) e as igrejas protestantes orientais (que são protestantes em teologia, mas orientais na prática cultural). As várias igrejas orientais normalmente não se referem a si mesmas como "orientais", com exceção da Igreja Assíria do Oriente e da Antiga Igreja do Oriente.
Os ortodoxos são o maior grupo dentro do cristianismo oriental com uma população mundial de 220 milhões, seguidos pelos ortodoxos orientais com 60 milhões. As Igrejas Católicas Orientais consistem em cerca de 16-18 milhões e são uma pequena minoria dentro da Igreja Católica. As igrejas cristãs protestantes orientais não formam uma única comunhão; igrejas como a Igreja Luterana Ucraniana e a Igreja Síria Mar Thoma têm menos de um milhão de membros. A Igreja Assíria do Oriente e a Antiga Igreja do Oriente, igrejas descendentes da Igreja do Oriente, têm um número combinado de aproximadamente 400 mil membros.
Historicamente, após a perda do Levante no século VII para o califado sunita islâmico, o termo Igreja Oriental foi usado para se referir a Igreja Grega centrada em Bizâncio, em contraste com a Igreja Latina (Ocidental), centrada em Roma, que usa o latim ritos litúrgicos. Os termos "oriental" e "ocidental" a esse respeito originaram-se de divisões geográficas no cristianismo, refletindo a divisão cultural entre o Oriente helenístico e o Ocidente latino, e a divisão política do ano 395 entre os impérios romano ocidental e oriental. Desde a Reforma Protestante do século XVI, o termo "cristianismo oriental" pode ser usado em contraste com o "cristianismo ocidental", que contém não apenas a Igreja latina, mas também o protestantismo e o catolicismo independente. Algumas igrejas orientais têm mais em comum histórica e teologicamente com o cristianismo ocidental do que entre si.

### Denominacionalismo
O denominacionalismo é a crença de que alguns ou todos os grupos cristãos são igrejas legítimas da mesma religião, independentemente de seus rótulos, crenças e práticas distintivas. A ideia foi articulada pela primeira vez por independentes dentro do movimento puritano. Eles argumentaram que as diferenças entre os cristãos eram inevitáveis, mas que a separação baseada nessas diferenças não era necessariamente um cisma. Os cristãos são obrigados a praticar suas crenças em vez de permanecer em uma igreja com a qual discordam, mas também devem reconhecer seu conhecimento imperfeito e não condenar outros cristãos como apóstatas por questões sem importância.
Alguns cristãos veem o denominacionalismo como um fato lamentável. Em 2011, as divisões estão se tornando menos nítidas e há uma cooperação crescente entre as denominações, o que é conhecido como ecumenismo. Muitas denominações participam do Conselho Mundial de Igrejas.